# Swartzia longicarpa
Swartzia longicarpa är en ärtväxtart som beskrevs av Gerda Jane Hillegonda Amshoff. Swartzia longicarpa ingår i släktet Swartzia och familjen ärtväxter. Inga underarter finns listade i Catalogue of Life.